# Ернст Кумер
Ернст Едуард Кумер (Сорау, 29. јануар 1810 — Берлин, 14. мај 1893), био је немачки математичар. Познавао је примењену математику, па је немачке официре учио балистици. После тога предавао је 10 година у гимназији, где је утицао на Леополда Кронекера. Као универзитетски професор у Бреслау и Берлину дао је значајан допринос хипергеометријским редовима и решавању последње Фермаове теореме.

## Детињство и младост
Рођен је 29. јануара 1810. у Жарију (Сорау) у Пруској (сада у Пољској). Отац му је умро када је имао само три године. Пре поласка у гимназију приватно су га подучавали, а са девет година уписао се у гимназију у Сорау. На Универзитет у Халеу уписао се 1828. са намером да студира протестантску теологију. За теологију била је битна филозофија, а математика се изучавала као база за филозофију. Кумер се тада заинтересовао за математику, која је онда постала његов главни предмет интересовања. Током 1831. добио је награду за математички есеј. Од 1831. предавао је у гимназији, најпре у Сорау, а онда у Лигницу где је предавао математику и физику пуних десет година. Његови најпознатији ђаци били су Леополд Кронекер и Фердинанд Јоахимстал.

## Универзитетски професор
У време боравка у Лигницу почео је да се бави истраживачким радом. Током 1836. објавио је рад о хипергеометријском реду. Почео је да се дописује са Карлом Јакобијем и Дирихлеом. Током 1839. на Дирихлеову препоруку изабран је за члана академије у Берлину. Дирихле и Јакоби су се заузели за њега, па је 1842. изабран за професора Универзитета у Бреслау (данас Вроцлав). Почео је да се бави теоријом бројева. 

## У Берлину
Када је Дирихле 1855. напустио Берлин и отишао у Тибинген Кумер је добио упражњени положај професора у Берлину. У Берлину су за професоре именовани Леополд Кронекер 1855. и Карл Вајерштрас 1856, па је Берлин постао један од водећих математичких центара.
Кумер и Вајерштрас су 1861. успоставили први чисти немачки математички семинар. Кумер је био ректор Универзитета 1868-69. 

## Математички допринос
Кумер је најпре радио на теорији функција. Проширио је Гаусов рад на хипергеометријским редовима. Значајни су његови радови на Кумеровој функцији и Кумеровој диференцијалној једначини. Кумер је дао значај допринос решавању последње Фермаове теореме. Каснији рад је био базиран на његовим истраживањима. Париска академија наука је била понудила велику награду ономе ко реши последњу Фермаоуву теорему, али пошто нико није успео ипак су 1857. награду додели Кумеру, јер је његов рад био најзначајнији. Кумер је 1863. изабран за члана Париске академије наука. Открио је површи четвртога реда. Дао је значајан допринос теорији квадратних форми.